# Nesocheiridium stellatum
Nesocheiridium stellatum är en spindeldjursart som beskrevs av Beier 1957. Nesocheiridium stellatum ingår i släktet Nesocheiridium och familjen dvärgklokrypare. Inga underarter finns listade i Catalogue of Life.